# Yeşilli
Yeşilli là một huyện thuộc tỉnh Mardin, Thổ Nhĩ Kỳ. Huyện có diện tích 48 km² và dân số thời điểm năm 2007 là 17892 người, mật độ 373 người/km².